# Francesca da Fogliano

Casata Da Fogliano, stemma

Francesca da Fogliano (1380 circa – dopo il 1445) figlia di Carlo da Fogliano e della prima moglie di questi, Isotta, un’illegittima di Bernabò Visconti, poi ripudiata nel 1383.  Andò sposa, nel 1405, a Ottobuono de' Terzi,  signore di Parma e di Reggio.

## Biografia

### Consorte di Ottobuono de' Terzi, signore di Parma e Reggio Emilia
Francesca da Fogliano sposò il 1º dicembre 1405, nel duomo di Parma, Ottobuono de' Terzi, il signore della città, rimasto vedovo nell’agosto della sua prima moglie, Orsina. I grandi festeggiamenti che accompagnarono quell’evento si ripeterono il Natale dell’anno seguente allorché nel monumentale Battistero si celebrò il solenne rito lustrale per il primogenito Niccolò Carlo assistito da padrini del più alto rango: Niccolò III d'Este, marchese di Ferrara; Giovanni Maria Visconti, duca di Milano; il delegato della Serenissima Repubblica di Venezia; Baldassarre Cossa, cardinale di Bologna (il futuro antipapa Giovanni XXIII); Carlo I Malatesta, signore di Rimini; quello di Mantova, Francesco I Gonzaga;  il fratello di Pietro dei Rossi di Parma, Giacomo o Jacopo, già vescovo di Verona e in quel tempo di Luni; il principe vescovo di Trento, Giorgio di Liechtenstein; i capitani viscontei Jacopo dal Verme e Ugolotto Biancardo.
Dopo Niccolò Carlo, Francesca diede ad Ottobuono due figlie: Margherita, nel 1407, e Caterina, probabilmente nel 1408.
Il piccolo Niccolò Carlo, dopo l’assassinio del padre Ottobuono, il 28 maggio 1409, fu proclamato signore di Parma e di Reggio, sotto la tutela del nonno materno Carlo da Fogliano e dello zio paterno Giacomo Terzi. Quella signoria effimera durò soltanto venti giorni: fino all’occupazione militare di Parma da parte del marchese di Ferrara, Niccolò III d'Este; il medesimo che, padrino al battesimo di Niccolò Carlo, l’aveva reso orfano, complice dell’assassinio a tradimento di Ottobuono nell’agguato di Rubiera, nel Modenese.
Quando arrivò l’Estense, Francesca da Fogliano, vedova d’Ottobuono, aveva già lasciato Parma. Il 5 giugno 1409, portando con sé i tre figli, "con molte carra", e protetta da una forte scorta d'armati messa a disposizione dal cognato, Giacomo Terzi, che reggeva di fatto il governo cittadino, aveva trovato riparo dentro le mura del castello di Guardasone, ben munito feudo dei Terzi di Parma.

### Esule sotto la protezione della Repubblica di Venezia
Tre mesi dopo, nel settembre 1409, anche Guardasone, messo sotto assedio e percosso dalle bombarde di Uguccione dei Contrari, si arrese alle truppe estensi. Francesca da Fogliano, privata anche di quell’ultima difesa dei Terzi, preferì lasciare le ostili terre parmensi. Nei primi giorni del 1410, sempre accompagnata dai figlioletti, accolta sotto l’alta protezione della Repubblica di Venezia, raggiunse la rocca di Villa Bartolomea, eretta tra Legnago e Carpi, proprietà dei Terzi di Parma sin dal 1393, che Ottobono aveva ereditato dal padre Niccolò il Vecchio.
A Villa Bartolomea, sette anni più tardi, la vedova e madre Francesca conobbe e sposò un altro vedovo con prole, Ludovico, conte di San Bonifacio, o Sambonifacio, cittadino di Legnago, già valoroso capitano d’armi al soldo degli Estensi, che aveva disertato i campi di battaglia per dedicarsi agli studi umanistici.
Il secondo matrimonio di Francesca si celebrò il 30 dicembre 1417 nel palazzo dei Sambonifacio a Legnago. Lo sposo, conte Ludovico dichiarò in quella circostanza al notaio Niccolò da Treviso d’aver ricevuto 3000 ducati d’oro quale dote della moglie Francesca da Fogliano, e di bene amministrarli. Nel medesimo documento, Francesca, chiamata contessa della Valle, nominò contestualmente suo procuratore il marito Lodovico di Sambonifacio.
Fu un’unione certamente feconda. Le nuove nozze dei genitori coinvolsero quelle di due figli nati nei precedenti matrimoni dei due vedovi: Marugolato, primogenito di Ludovico, avrebbe sposato pochi anni più tardi Margherita, ultimogenita di Ottobono e Francesca.
Nati dai loro precedenti matrimoni, Francesca e Ludovico di Sambonifacio avevano già battezzato, separatamente, sei figli. Dal secondo ne ebbero altrettanti: Bernardo, Silvio, Rizzardo, e le figlie Isotta, Alisia e Violante..
Crescendo, i maschi inflissero ai genitori amare esperienze delle quali rimane il ricordo nelle confidenze epistolari scambiate dal conte Ludovico con il duca Borso d'Este. Borso ospitava alla sua corte di Ferrara, nella sua intima cerchia di compagni e complici di spassi, Bernardo, il debosciato figlio maggiore del Sambonifacio. Degenerando sempre più negli eccessi, arrivò al punto d’uccidere il fratello Rizzardo, finendo quindi condannato e giustiziato. Il 5 giugno 1473 a Modena, presso l’abside del duomo, sulla preda ringadora, a ore 14, che fu la vigilia de pasqua rosata, fu tagliata la testa al conte Bernardo San Bonifacio da Lendenara e zentilhomo di Ferrara e za compagno del duca Borso; e fu in piaza drito a la rengera del palazo del comune e fu interà piana senza el tribunale. Per ché fece amazzare suo fratello uterino. La sentenza fu eseguita sotto il successore di Borso, il duca Ercole I d’Este. Settantaquattro anni prima, consumata un'altra Pasqua, alla preda ringadora, sulla medesima piazza di Modena dominata dall'architettura di Lanfranco, era stata portata dalla plebaglia tumultuante un'altra testa decapitata: quella del primo sposo di Francesca da Fogliano, madre di Bernardo, il condottiero Ottobuono de' Terzi.
Quando il carnefice calava la scure sul figlio Bernardo, la madre era verosimilmente già defunta da almeno quattro lustri. Il conte Ludovico aveva testato il 26 giugno 1439 e ancora il 27 gennaio 1445. Anche nell’ultimo atto rogato appare come testimone, la moglie Francesca. Dopo quella data le antiche carte non conservano più sue notizie.